# 原マルティノ
- 原マルティノ
- 原マルチノ

原 マルティノ（はら マルティノ、Martinão, 永禄12年（1569年）ごろ - 寛永6年9月7日（1629年10月23日））は、安土桃山時代から江戸時代初期にかけてのキリシタン。イエズス会員でカトリック司祭。マルチノ、またはマルチィノとも。天正遣欧少年使節の副使で、使節の少年4人の中では最年少であったが、語学に長け、ローマからの帰途のゴアでラテン語の演説を行い有名になる。

## 経歴
ローマに残された資料によると肥前国（現在の長崎県東彼杵郡波佐見町）出身といわれ、大村領の名士・原中務の子。両親共にキリスト教徒であり、司祭を志して、有馬のセミナリヨに入った。
巡察師として日本を訪れたアレッサンドロ・ヴァリニャーノは、キリシタン大名・大村純忠と知り合い、財政難に陥っていた日本の布教事業を立て直しと、次代を担う邦人司祭育成のため、キリシタン大名の名代となる使節をローマに派遣しようと考えた。そこでセミナリヨで学んでいたマルティノを含む4人の少年たちに白羽の矢が当てられ、マルティノは副使となった。
1590年、日本に戻ってきたマルティノらは翌年、聚楽第で豊臣秀吉と謁見した。秀吉は彼らを気に入り、仕官を勧めたが、みなそれを断った。その後、司祭になる勉強を続けるべく天草にあった修練院に入り、コレジオに進んで勉学を続けた。1593年7月25日、他の3人と共にイエズス会に入会した。
1601年には神学の高等課程を学ぶため、マカオのコレジオに移った（この時点で千々石ミゲルは退会）。1608年、伊東マンショ、原マルティノ、中浦ジュリアンはそろって司祭に叙階された。
マルティノは当時の司祭の必須教養であったラテン語にすぐれ、語学の才能があった。彼は宣教活動のかたわら、洋書の翻訳と出版活動にも携わり、信心書『イミタチオ・クリスティ』（Imitatio Christi, 『キリストにならう』）の日本語訳「こんてんつすむんぢ」などを出版している。渉外術にすぐれ、小西行長や加藤清正とも折衝にあたり、当時の日本人司祭の中ではもっとも知られた存在であった。
1614年、江戸幕府によるキリシタン追放令を受けて11月7日マカオにむかって出発。マカオでも日本語書籍の印刷・出版を行い、マンショ小西やペトロ岐部らがローマを目指した際には援助した。
1629年10月23日に死去。遺骸はマカオの大聖堂 （正面のファサードのみ残る）の地下に生涯の師・アレッサンドロ・ヴァリニャーノと共に葬られた。

## 参考論文
- 橋口佐登司「天正少年使節原マルチノのルーツを探る一・二・三」『大村史談』24・25・26号、1983・1984年。

## 関連文献
- 東京大学史料編纂所『天正遣歐使節關係史料Ⅰ』（覆刻）東京大学出版会〈大日本史料 第11編別巻〉、1974年。ISBN 4130905414。 NCID BN02709105。
  - （原書）東京大学史料編纂所『大日本史料』第11編之1-13,別巻之1-2、東京大学、1961（昭和36年）。「国立国会図書館.ログインなしで閲覧可能」